# Trapito
Trapito is een Argentijnse animatiefilm uit 1975. De oorspronkelijke titel was Petete y Trapito (Petete en Trapito) omdat de introductie wordt gedaan door het personage Petete. Echter werd de introductie in de meeste uitgegeven versies geschrapt, waardoor het personage Petete niet meer in het verhaal voorkomt.

## Verhaal
Trapito is een vogelverschrikker. Tijdens een stormachtige nacht redt hij het leven van Salapin, een spreeuw die van uitputting dreigt te verdrinken in een plas water.
De volgende dag ontdekt Salapin al snel dat Trapito eenzaam en emotioneel onstabiel is. Als dank voor de redding neemt hij Trapito mee naar de aartsvader van de vogels: een oude wijze uil die alles weet over het leven, het bos en zijn inwoners.  Zijn conclusie is dat Trapito geen fantasie heeft omdat hij tot nu toe enkel en alleen in de weide heeft gestaan en niets weet van het leven daarbuiten. Daarom stuurt hij Trapito op een avonturenreis, waarop hij vrienden en vijanden zal maken en in allerlei situaties zal terechtkomen.

## Nederlandse rolverdeling
| Acteur               | Personage             |
| -------------------- | --------------------- |
| Niels Croiset        | Trapito               |
| Olaf Wijnants        | Salapin               |
| Arnold Gelderman     | Jopie Langneus        |
| Coen Flink           | Kapitein Houtepoot    |
| Paul van Gorcum      | Aartsvader Uil/Kraai  |
| Corry van der Linden | Biggetje/Zeeschuimpje |